# Патрик Луан
Патрик Луан дос Сантос (на португалски: Patrick Luan dos Santos) е бразилски футболист, който играе на поста централен нападател. Състезател на Крумовград.

## Кариера
Луан е бивш играч на Флуминензе, Сион, Криенс, Йоребро и Шафхаузен.
На 14 юли 2023 г. Патрик е обявен за ново попълнение на Крумовград. Дебютира на 21 юли при загубата с 1:0 като гост на ЦСКА (София).